# Международный день молодёжи
Международный день Молодежи (на других официальных языках ООН: англ. International Youth Day, араб. يوم الشباب الدولي, ‎исп. Día International de la Juventud, кит. 国际青年日, фр. la Journée internationale de la jeunesse
) — ежегодный праздник, отмечаемый 12 августа.
В 1999 году Генеральная Ассамблея ООН в резолюции № «A/RES/54/120» поддержала рекомендацию Всемирной конференции министров по делам молодёжи (Лиссабон, 1998 год) о провозглашении 12 августа Международным днём молодёжи.
Ассамблея рекомендовала проводить пропагандистские мероприятия в поддержку Международного Дня для повышения информированности о Всемирной программе действий, касающейся молодёжи, принятой в 1995 году (резолюция Генеральной Ассамблеи № A/RES/50/81).

## Темы Международного дня
- 2021 год — «Преобразование продовольственных систем: молодежные инновации для здоровья человека и планеты»
- 2020 год — «Приверженность молодежи глобальным действиям»
- 2019 год — «Преобразование образования»
- 2018 год — «Безопасные площадки для молодёжи».
- 2017 год — «Молодёжь строит мир».
- 2016 год — «Молодёжь на пути к Целям устойчивого развития 2030г».
- 2015 год — «Молодёжь и гражданская вовлечённость».
- 2014 год — «Молодёжь и психическое здоровье».
- 2013 год — «Миграция молодёжи — прогресс на пути развития».
- 2012 год — «Построим лучший мир: партнёрство с молодёжью».
- 2011 год — «Изменить наш мир».
- 2010 год — «Диалог и взаимопонимание».
- 2009 год — «Устойчивость — наш вызов, наше будущее».
- 2008 год — «Молодёжь и изменение климата: время действовать».
- 2007 год — «Сделай так, чтобы тебя заметили, чтобы тебя услышали: участие молодёжи в развитии».
- 2006 год — «Совместная борьба с нищетой: молодёжь и искоренение нищеты».
- 2005 год — «Всемирная программа действий, касающаяся молодёжи + 10».
- 2004 год — «Молодёжь в обществе, основанном на взаимодействии поколений».
- 2003 год — «Достойная и продуктивная работа для молодёжи повсюду».
- 2002 год — «Сейчас и в интересах будущего: деятельность молодёжи по устойчивому развитию».
- 2001 год — «Решение проблем здравоохранения и безработицы».
- 2000 год — Проведение первого Международного дня молодёжи.

## Дни молодёжи в разных странах
В ряде стран существуют свои национальные «Дни молодёжи».
- 2 февраля — Азербайджан.
- 11 марта — Замбия.
- 26 марта — Вьетнам.
- 29 марта — Тайвань.
- 4 мая — Китай.
- 19 мая — Турция (День молодёжи и спорта).
- 23 мая — Таджикистан.
- 16 июня — ЮАР.
- 27 июня — Россия[2].
- 7 августа — Кирибати.
- 12 августа - Украина (Международный день молодёжи).
- 10 ноября — Киргизия (День молодёжи Киргизской Республики).

## Россия
В России указом президента 2009 год объявлен: «Годом молодёжи». В рамках этого года проводились различные мероприятия, в том числе «Всемирный день православной молодёжи». Ранее, в 1985 году, под эгидой ООН проводился Международный год молодёжи.